# Primula repentina
Primula repentina är en viveväxtart som beskrevs av Otto Karl Anton Schwarz. Primula repentina ingår i släktet vivor, och familjen viveväxter. Inga underarter finns listade i Catalogue of Life.